# Prix Marcel-Couture
Le prix Marcel-Couture est un prix littéraire québécois créé en 2000. Il couronne un livre illustré de langue française en soulignant l'originalité et l’audace éditoriale déployées par une maison d'édition québécoise. 
Il est remis au Salon du livre de Montréal et est nommé en l'honneur de Marcel Couture, ancien président du salon et administrateur réputé dans les milieux culturels et journalistiques.

## Critères d'évaluation
Le jury évalue les ouvrages selon les critères suivants :
- Une œuvre illustrée, sans restriction de genre;
- L'audace dans le risque éditorial, le sujet abordé, le traitement;
- La qualité du texte et de la langue;
- La qualité de l’iconographie;
- La qualité du travail d’édition, de direction artistique et de production : papier, typographie, reliure, graphisme, soin, beauté, mise en page, raffinement, etc.

Par ailleurs, ne sont pas admises les traductions, les anthologies, les adaptations québécoises des ouvrages publiés par une maison d’édition étrangère et les rééditions

## Lauréats
- 2000 - Bernard Andrès, L'énigme de Sales Laterrière, Québec Amérique[2].
- 2001 - Madeleine Gagnon, Les femmes et la guerre, VLB.
- 2002 - Jacques de Tonnancour, Les insectes : monstres ou splendeurs cachées, Éditions Hurtubise.
- 2003 - Ariane Archambault et Jean-Claude Corbeil, Le Nouveau Dictionnaire visuel, Québec Amérique.
- 2004 - Marie-Francine Hébert, Nul poisson où aller, Les 400 coups.
- 2005 - Collectif d'auteurs, L'appareil, La Pastèque.
- 2006 - Louise Sigouin, Les commerces immortels du Québec, Éditions Trois-Pistoles[3].
- 2007 - Benoît Melançon, Yeux de Maurice Richard : une histoire culturelle, Fides.
- 2008 - Raymonde Litalien, Jean-François Palomino et Denis Vaugeois, La mesure d'un continent : atlas historique de l'Amérique du Nord, 1492-1814, Septentrion[4].
- 2009 - Anne Villeneuve, Chère Traudi, Les 400 coups[5].
- 2010 - Normand Cazelais, Vivre l’hiver au Québec, Fides[6].
- 2011 - Collectif dirigé par Michèle Grandbois, Marc-Aurèle Fortin - L'expérience de la couleur, Éditions de l'Homme[7].
- 2012 - Louis Émond et Philippe Béha, Le monde de Théo, Éditions Hurtubise[8].
- 2013 - Normand Laprise, Toqué! Les artisans d'une gastronomie québécoise, Éditions du passage[9].
- 2014 - Chrystine Brouillet et Marie-Ève Sévigny, Sur la piste de Maud Graham : promenades et gourmandises, Parfum d'encre[10].
- 2015 - Alain Asselin, Jacques Cayouette et Jacques Mathieu, Curieuses histoires de plantes du Canada, Éditions du Septentrion[11].
- 2016 - Marie-Pier Gosselin et Virginie Gosselin, Au gré des champs : une histoire de famille, d'agriculture et de cuisine, Éditions du passage [12].
- 2017 - Jean-François Nadeau, Les Montréalais. Portraits d’une histoire, Éditions de l’Homme[13].